# 서울 천축사 비로자나삼신괘불도
서울 천축사 비로자나삼신괘불도(서울 天竺寺 毘盧舍那三神掛佛圖)는 서울특별시 도봉구, 천축사에 있는 불화이다. 2009년 11월 5일 서울특별시의 유형문화재 제293호로 지정되었다.

## 개요
천축사 비로자나삼신괘불도는 비로자나삼신불입상이 화면에 꽉 차게 그려진 구도이다. 중앙에 지권인을 취한 법신 비로자나불, 왼쪽에는 설법인을 취한 보신 노사나불, 오른쪽에는 항마인(降魔印)을 취한 화신 석가모니불이 배치되어 있다. 보통 비로자나불과 석가모니불은 각기 지권인과 촉지인(觸地印)을 취하는 여래형으로 표현되고, 노사나불은 양손을 어깨쪽으로 들어 설법인을 취하며 보관(寶冠)과 영락(瓔珞) 장식으로 장엄한 보살형 또는 여래형 두 가지로 표현되고 있다.
19세기 서울ㆍ경기 지방에서는 이러한 삼신불 혹은 삼세불을 주제로 한 괘불이 유행하였는데 삼신불을 주제로 한 괘불 중에는 흥천사 괘불(1832년)ㆍ청계사 괘불(1862년)ㆍ불암사 괘불(1895년)처럼 삼불을 모두 여래형으로 표현하는 불화도 있는 반면 이 천축사 괘불처럼 지권인ㆍ설법인ㆍ촉지인의 전형적인 수인(手印)을 취하고, 삼불이 동일한 대의를 입은 여래이지만 보신불과 화신불 모두 보관을 쓴 보살형으로 표현된 예도 있다. 법신불의 우위를 부각시키고자 한 의도일 수 있겠으나 19세기 들어 빈번히 보이는 도상의 와해현상으로 볼 수도 있을 것이다.
화면 상부의 여백에만 구름을 간략히 표현하였을 뿐 다른 존상이나 장식이 없이 오직 삼불(三佛)로 화면을 채우는 구성 뿐만 아니라 뾰족한 육계, 화려하고 도식적인 큼직한 보관, 적ㆍ녹ㆍ청색의 주조색, 그리고 육색(肉色)을 황색으로 처리한 점, 대의 끝단의 작은 꽃무늬, 색의 농담으로 입체감을 표현하고자하는 설채법(設彩法) 등이 19세기 경기도 지방 불화의 전형적인 특징을 잘 나타내고 있다.
이 괘불은 하운당 유경(河雲堂 有鏡)이 창엽, 총지, 봉조, 총륜과 함께 제작한 불화로 유경은 3년후 1861년 화계사 칠성도(가평 현등사 소장)를 조성하였으나 이외의 작품은 알려지지 않고 있다. 넓적한 형태의 얼굴과 눈은 가늘지만 비교적 큼직한 이목구비, 특히 리본처럼 그려진 입술의 모습이 하운당 유경의 특징적인 양식으로 보인다.
창엽과 총륜은 같은 해 9월 응석의 주관으로 조성된 남양주 흥국사의 괘불 제작에도 함께 참여하였다. 두 괘불은 같은 해에 제작되었고 참여한 화승도 2명이나 공통되나 수화승(首畵僧)에 따라 불화의 양식이 크게 달라진다는 사실을 보여주는 사례가 될 것이다.
화기는 다음과 같다.
<화기>
咸豊八年戊午三月日

奉安于道峰山天竺

寺金華道場

證明性峯堂大鉉

金魚河雲堂有鏡

比丘 瑲燁

比丘聰持

比丘奉照

比丘聰崙

誦呪比丘性翼

持殿比丘戒瑺

化主永谷堂致敏

供養主比丘勝文

鐘頭比丘義正

施主秩

乾命癸丑生安順吉單身

坤命庚申生元氏單身

乾命丁亥生安容黙

坤命乙酉生金氏兩位

引勸施主

信女癸丑生朴氏淸淨月單身

各各保體壽命長

一生灾厄不復侵

禾穀豐登月漸興

願共咸靈登彼岸

이 불화는 화면에 손상이 없고, 화기가 완전하게 남아있으며 채색도 대체로 원형을 유지하고 있는 등 보존상태가 양호하다. 또한 괘불(掛佛)로서 규모는 크지 않고 연대는 오래되지 않았으나 삼신불을 그린 구성과 양식 등이 19세기 서울․경기지방 괘불 양식을 잘 계승하고 있으며, 금어인 하운당 유경은 남아있는 작품이 희귀하여 그의 독특한 불화 양식 규명과 19세기 불화 연구에 중요한 자료가 된다는 점에서 서울시 유형문화재로 지정한다.

## 참고 자료
- 천축사 비로자나삼신괘불도 - 국가유산청 국가유산포털